# Slaveanin, Stara Zagora
Slaveanin (în bulgară Славянин) este un sat în comuna Bratea Daskalovi, regiunea Stara Zagora,  Bulgaria. 

## Demografie
Componența etnică a satului Slaveanin
     Bulgari (100%)
     Nicio identificare (0%)
     Altele (0%)
La recensământul din 2011, populația satului Slaveanin era de 38 locuitori. Din punct de vedere etnic, toți locuitorii erau bulgari.